# مران عريض العنق
المُران العريض العنق (باللاتينية: Fraxinus platypoda) نوع نباتي ينتمي إلى جنس المُران من الفصيلة الزيتونية.
موطنه الصين واليابان.